# Saurauia malayana
Saurauia malayana là một loài thực vật thuộc họ Actinidiaceae. Đây là loài đặc hữu của Malaysia. Chúng hiện đang bị đe dọa vì mất môi trường sống.